# Bogoro
Pour les articles homonymes, voir Bogoro (toponymie).
Bogoro est une zone de gouvernement local de l'État de Bauchi au Nigeria. 
Il a une superficie de 894 km² et une population de 84 215 habitants au recensement de 2006.
Le code postal de la zone est 741.

## Source
- (en) Cet article est partiellement ou en totalité issu de l’article de Wikipédia en anglais intitulé « Bogoro » (voir la liste des auteurs).